# Isola di San Pietro (Svizzera)
L'isola di San Pietro (tedesco: St. Petersinsel; francese: île Saint-Pierre; arpitano: ila de Sent-Pierro) è una penisola situata nel lago di Bienne, nel cantone svizzero di Berna.
Isola fino a gran parte del XIX secolo, essa divenne una penisola in seguito all'abbassamento del livello del lago dovuto alla correzione delle acque del Giura ed è tuttora collegata alla terraferma da un istmo, benché abbia conservato il nome di "isola".

## Storia
L'isola ospitò, tra il XII secolo e il 1484, un priorato cluniacense facente capo alla diocesi di Losanna. Nel 1107 i monaci dell'abbazia di Cluny avevano ricevuto in dono dal conte Guglielmo II di Borgogna e Mâcon alcuni possedimenti a Bellmund e su quella che allora si chiamava l'isola dei Conti; più tardi, in onore del patrono del monastero, l'isola venne intitolata a San Pietro. Nel 1127 il figlio di Guglielmo II, Guglielmo III il Bambino, venne assassinato e sepolto sull'isola.
Il monastero uscì poi dal controllo dei borgognoni e nel XIII secolo, forse dopo essere passato in mano dei von Zähringen, divenne proprietà della famiglia von Kyburg; passò ai von Nidau all'inizio del XIV secolo e prima dell'inizio del XV divenne proprietà della città di Berna. Pur rimanendo un monastero cluniacense, la comunità monastica sull'isola divenne dipendente da un monastero benedettino a Erlach e poi, nel 1484, venendo assorbito dal capitolo collegiale bernese di San Vincenzo, cessò di far capo all'ordine di Cluny.
L'amministrazione dell'isola di San Pietro, non più religiosa ma civile, venne dunque affidata alla città di Erlach e, dopo la Riforma protestante, passò nelle mani dell'ospedale di Berna.
Nel settembre 1765, perseguitato a causa del contenuto delle sue opere, il filosofo ginevrino Jean-Jacques Rousseau fuggì da Môtiers e si rifugiò sull'isola di San Pietro. Il suo breve soggiorno, interrotto forzosamente da un ordine dell'ufficiale giudiziario di Nidau il 25 ottobre, fu nondimeno molto piacevole e venne rievocato con nostalgia nella quinta promenade delle Fantasticherie del passeggiatore solitario.
Alla fine del XIX secolo l'abbassamento delle acque del lago di Bienne che seguì la deviazione artificiale dei corsi d'acqua del massiccio del Giura trasformò l'isola di San Pietro in una penisola, con l'affioramento di un istmo che la metteva in comunicazione con la terraferma. L'isola è tuttora di proprietà della città di Berna, ed è meta di escursioni turistiche.

## Bibliografia

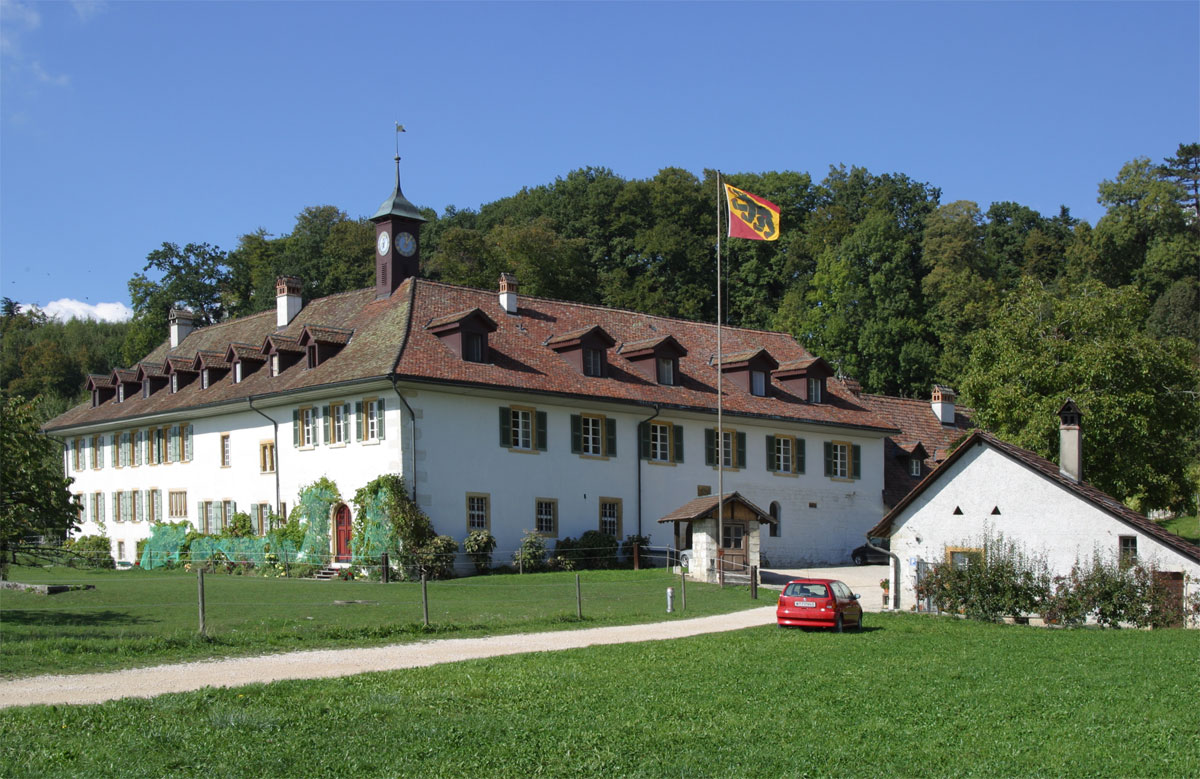
L'edificio che ospitava il priorato cluniacense.